# Rangifer tarandus eogroenlandicus
Sous-espèce
Statut de conservation UICN

 EX  : Éteint
Rangifer tarandus eogroenlandicus est une sous-espèce éteinte de caribous, qui était présente dans l'est du Groenland. Elle s'est éteinte vers 1900.